# Șmecherii
Șmecheríi (în poloneză: Sztuczki) este un film polonez realizat de Andrzej Jakimowski în 2007.

## Sinopsis
Tatăl lui Stefek și al Elkăi, care locuiesc împreună cu mama lor, și-a părăsit familia înainte ca băiatul să îl cunoască. Stefek, stând deseori în gară, observă un bărbat cu servietă, care se urcă în tren, despre care este convins că e tatăl lui. El încearcă să își reunească familia printr-o provocare continuă a sorții.

## Distribuție
- Damian Ul: Stefek
- Ewelina Walendziak: Elka
- Tomasz Sapryk: tatăl lui Stefek și al Elkăi
- Rafal Guzniczak: Jerzy, mecanic auto
- Iwona Fornalczyk: mama lui Stefek și a Elkăi
- Joanna Liszowska: Violka, vecina
- Krzysztof Lawniczak
- Grzegorz Stelmaszewski: Turek
- Simeone Matarelli: Leone